# Дишель

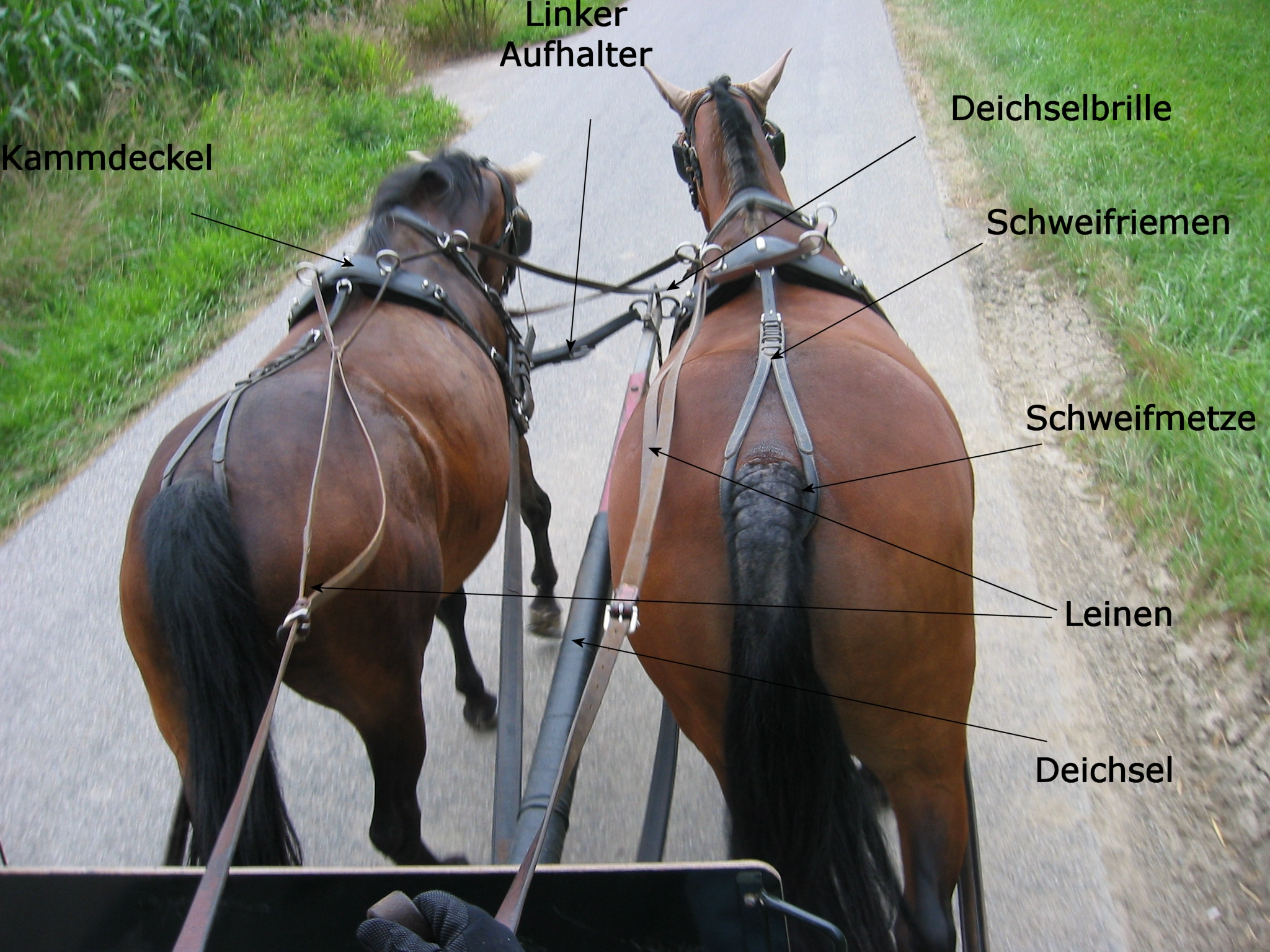
Дишель у парній запряжці

Ди́шель, також ди́шло (від сер.-в.-нім. deichsel через пол. dyszel) — товста жердина, прикріплена до передньої частини воза або саней, що використовується для запрягання коней і допомагає правити ними.

## Використовування

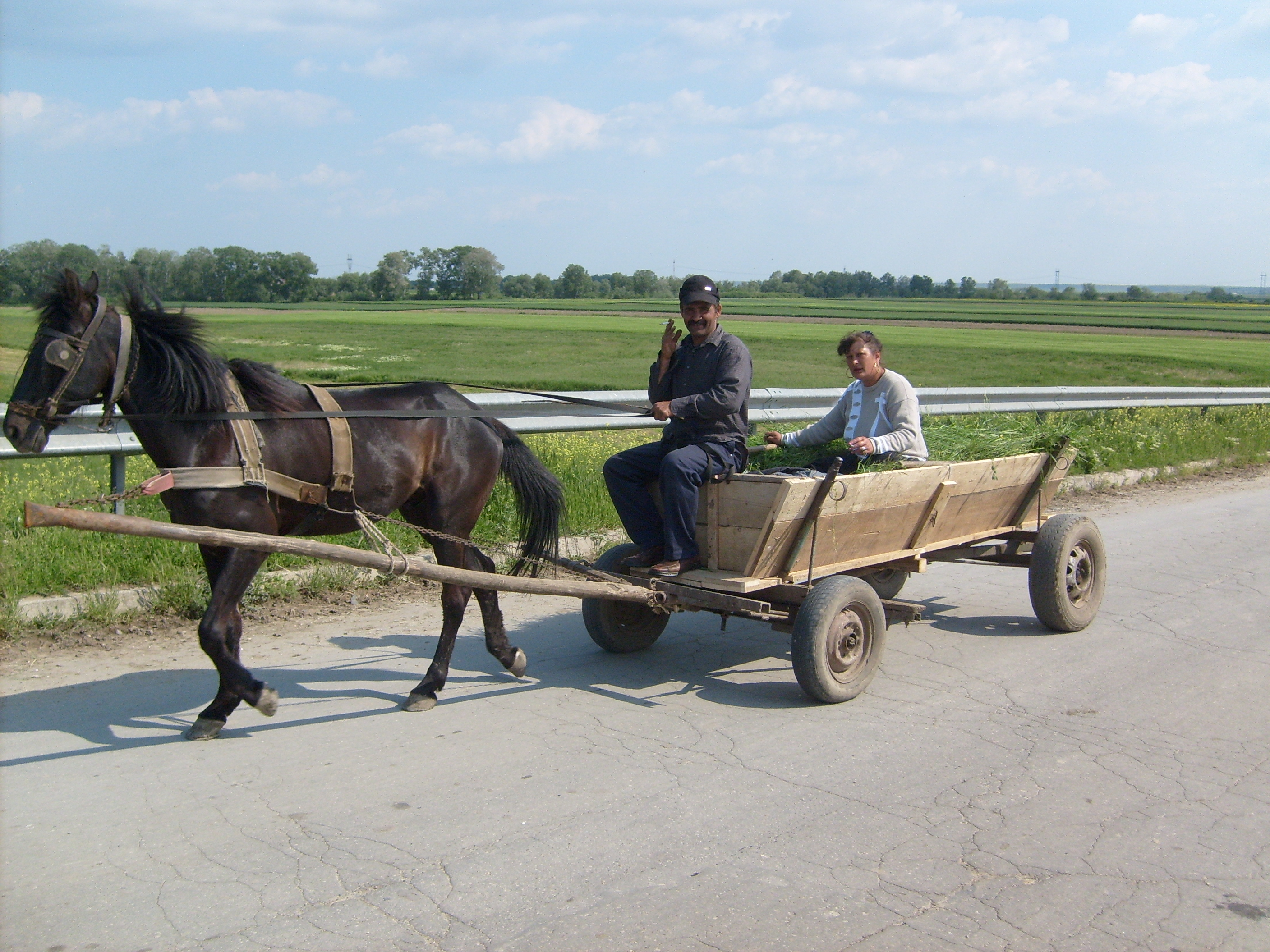
Однокінний запряг з дишлем

Дишель застосовується в посторонково-дишельному (посторонково-дишловому) запрягу: він розташовується між кіньми, задній його кінець приєднаний до передка (чи єдиної осі) повозки, вершина ж приєднана ременями (так званими нашильниками) до нагрудників, які розташовуються вище хомутів (шорок), нашильники можуть кріпити і до самого хомута чи шорки. Задній кінець дишля поміщається між двома сницями — поздовжніми колодками, що закріплені на крузі, через який проходить шворінь (з'єднання дишля зі сницями здійснюється поперечною чекою, просиленою через отвори); передній кінець зміцнюється металевим окуттям і споряджається гаком для нашильників. У деяких випадках до вершини дишля може кріпитися передній барок, на кінцях якого кріпляться нагрудники. Дишель повертає передок на шворні і тягне за собою всю повозку (на екіпажах з кермовою трапецією дишель кріпився в двох точках: кінцем до поперечної кермової тяги і до осі-балки). На відміну від голобель і війя, дишель зазвичай не передає тягового зусилля: тяга здійснюється через посторонки. У рідкісних випадках у повозку з дишлем можуть запрягати одного коня.
При запрягу цугом шістьох і більше коней може використовуватися і складений дишель, що складається з корінної і виносної частин, рухомо з'днаних між собою. До вершини корінної частини кріпиться перша виносна стельвага і корінь виносної частини, до вершини виносної — друга виносна стельвага. Перші дві пари коней, таким чином, йдуть у дишлі, і тільки третя пара є виносною.
Різновидом посторонково-дишельного запрягу є тачанковий запряг (у Стародавній Греції звався квадрига). Він здійснюється запряганням четвіркою у ряд, де середні коні (корінники, дишельні) прив'язуються до дишла і стельваги, а крайні — тільки до стельваги. Назву «тачанкового» цей вид запрягу отримав через те, що у Новітній час його використовували для тачанок.
На стоянці, коли коні випряжені з повозу, під дишель могли підставляти підставку — підойму.

## Види

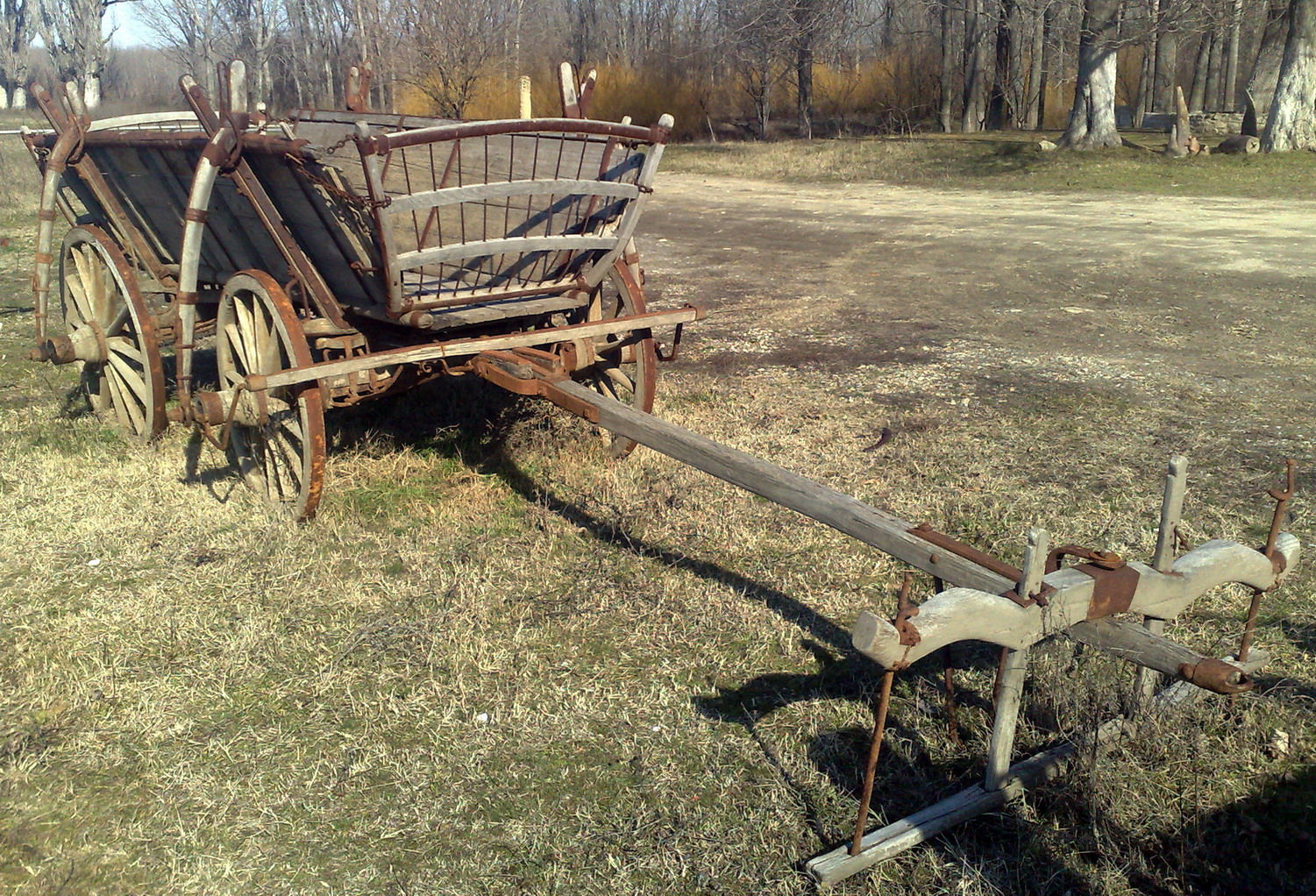
Віз, війя і ярмо. Румунія

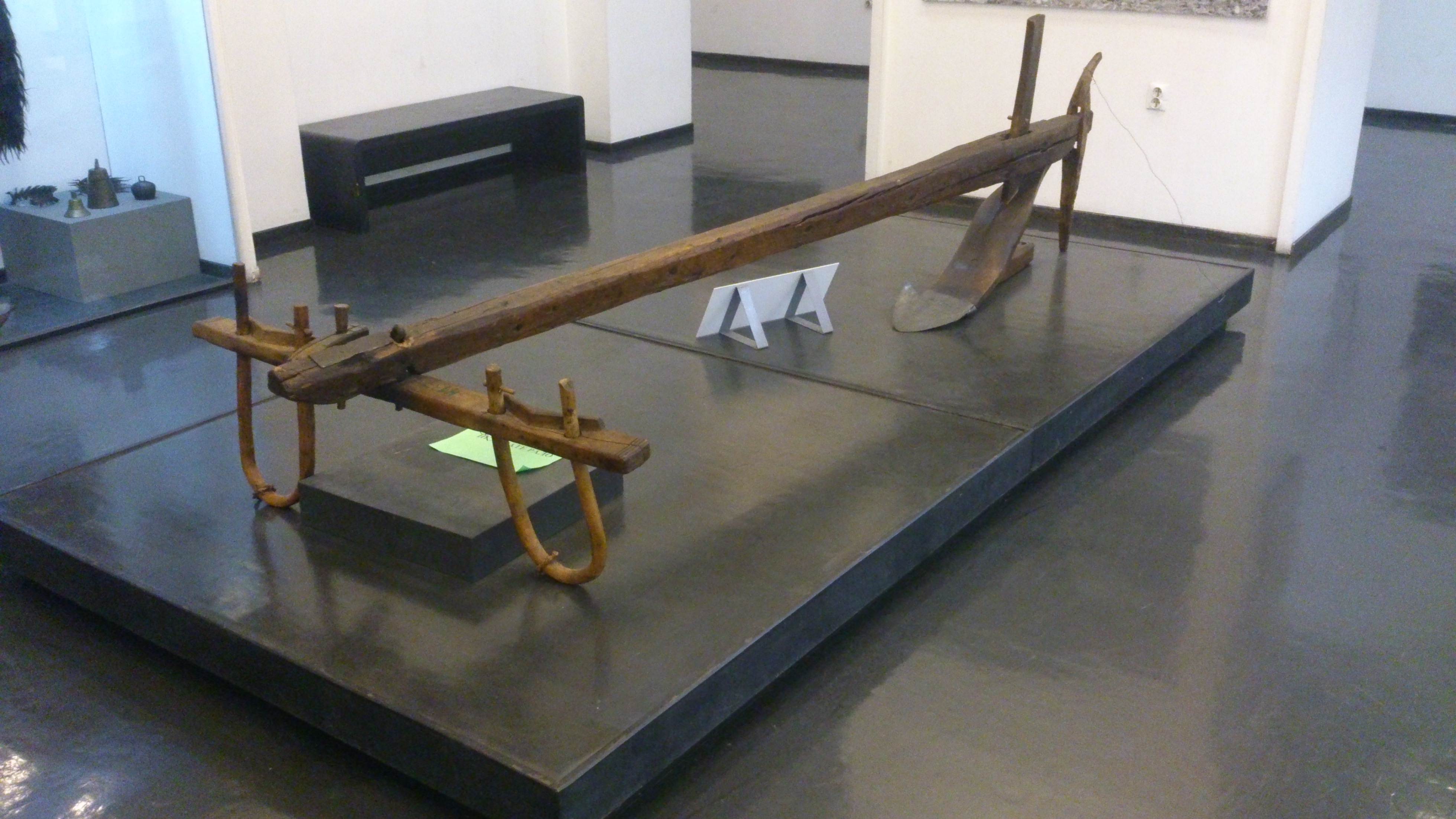
Гряділь-війце і ярмо з підгірлям у вигляді скоб

- Ди́шель, ди́шло — у вузькому значенні одиночна жердина, вживана в кінному запрягу.
- Війя́ (прасл. *oie від пра-і.є. *ei-/*-oi — «дишель»)[9] — дишель, вживаний у воловому запрягу[10]. Іноді має вигляд довгої палиці з розвилкою у задній частині: кінці відгалужень кріплять до передньої осі. У місці розгалуження, ближче до середини війя, для запобігання його розщепленню на нього надівали каблучку, сплетену з розпареного дерева[11]. Вершина війя проходить через кільце-каблучку у верхній частині ярма і фіксується кілочком-притикою або з'єднується з ярмом за допомогою шарніра-шворня.
- Гряді́ль (прасл. *grędelь від *gręda — «перекладина»)[9] — дишло, що є основою плуга[12]. До гряділя кріпляться упряжний гак (чи ярмо), ручки-чепіги, полоз (чи підошва) із лемешем, чересло і стійки-жабки (чи стовби). Може кріпитися як до орчика (у разі використовування волового запрягу — до ярма), так і до спеціального колісного передка («колішні»), з'єднаного другим дишлем (байловою, байлогою, байловкою)[13][14][15] із запряжкою. Застосовуваний у воловому запрягу гряділь називався війце́[16], гряділь рала — жертка чи гридка[17]. На сучасних плугах гряділями називають поздовжні елементи рами, до яких кріпляться плужні корпуси[18].

## Інше
- Також дишлем зовуть деталь причепів, колісного сільськогосподарського інвентарю для з'єднання його з трактором або іншою машиною[1]. Залежно від форми розрізняють прямі (I-подібні) і трикутні (V- чи A-подібні) дишлі. На рамі дишля розташовані зчіпний вузол (за допомогою якого здійснюється з'єднання з тягово-зчіпним пристроєм автомобіля), підставки-костилі і страхувальні троси.
- Перспективна технологія «платунінг», розроблена для оптимізації дорожнього руху, в німецькій мові також відома під назвою «електронного дишля» (elektronische Deichsel).

## Галерея

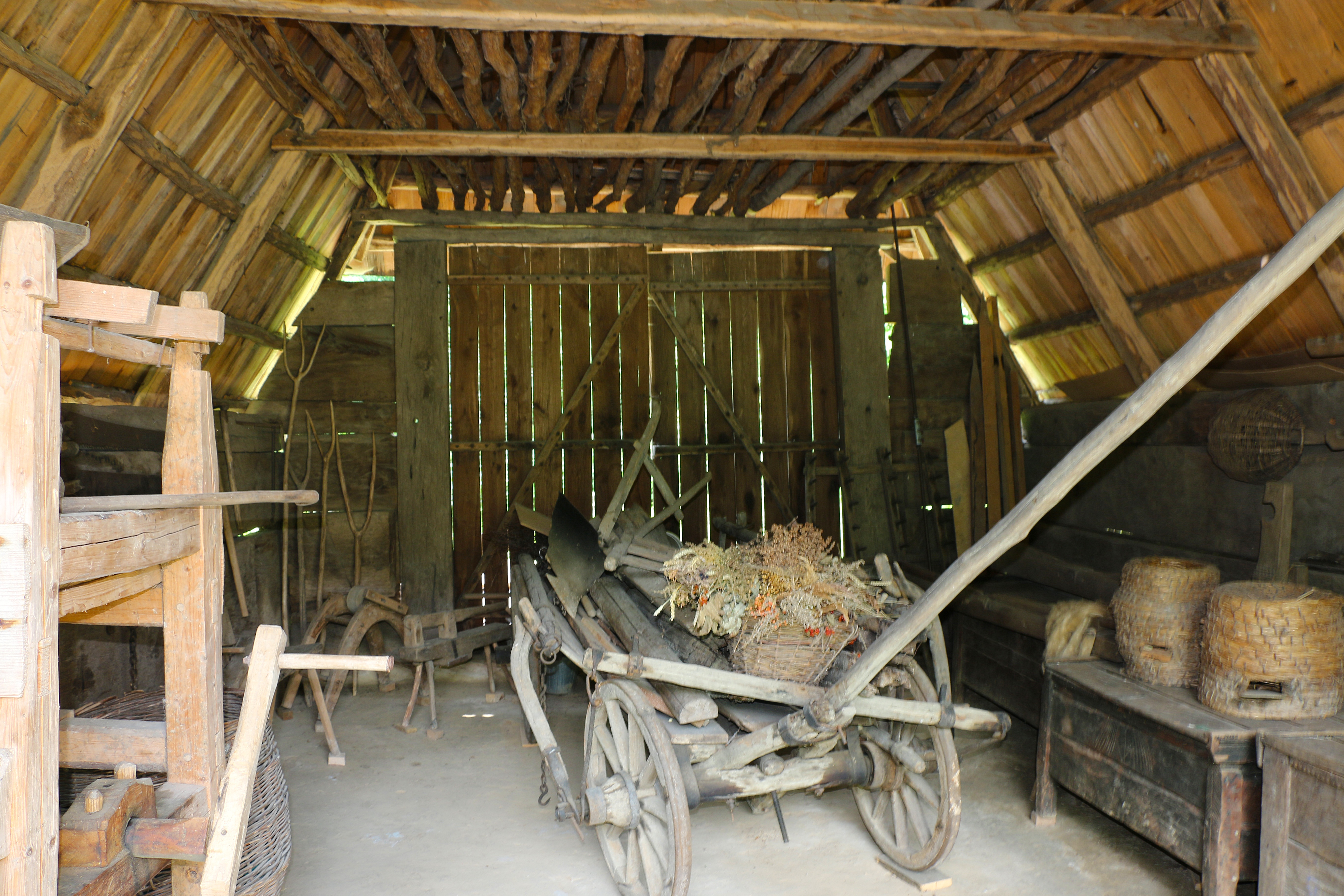
Дишель воза із села Стеблівка Хустського району Закарпатської області. Музей у Пирогові.
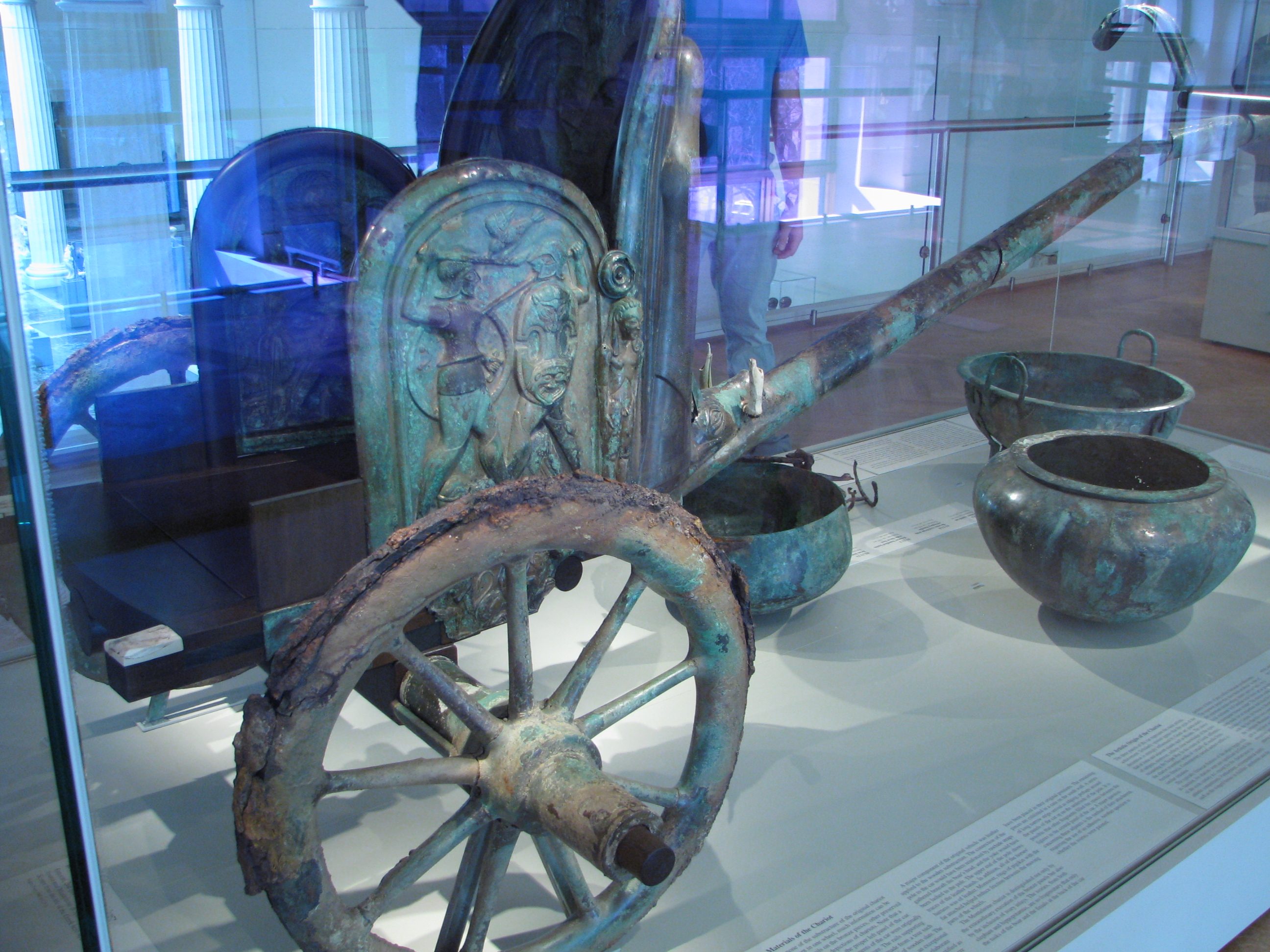
Дишель колісниці етрусків, VI ст. до н. е. Музей Метрополітен
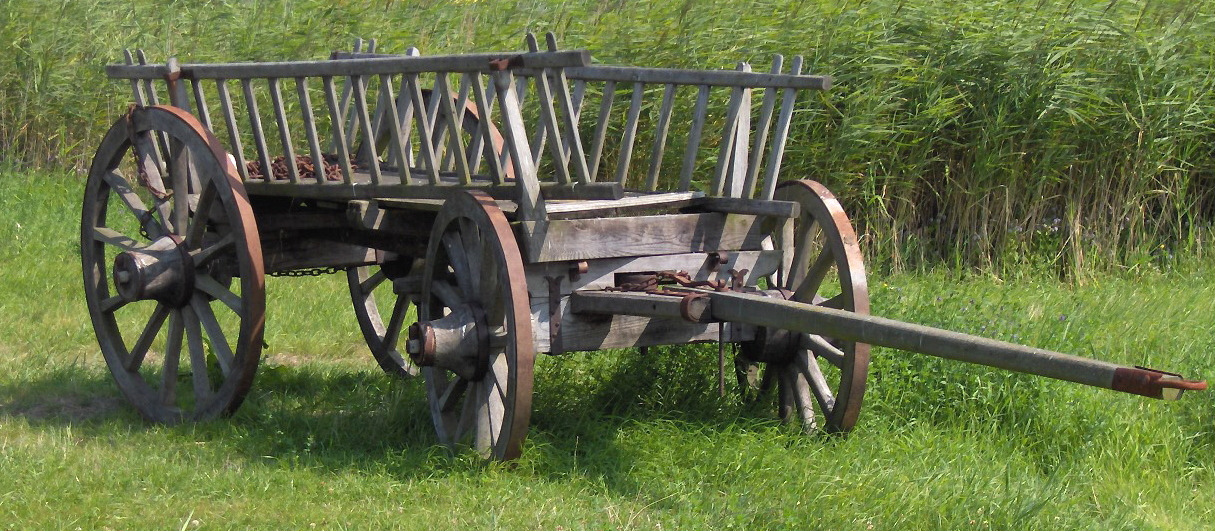
Кінний драбинчастий віз з дишлем
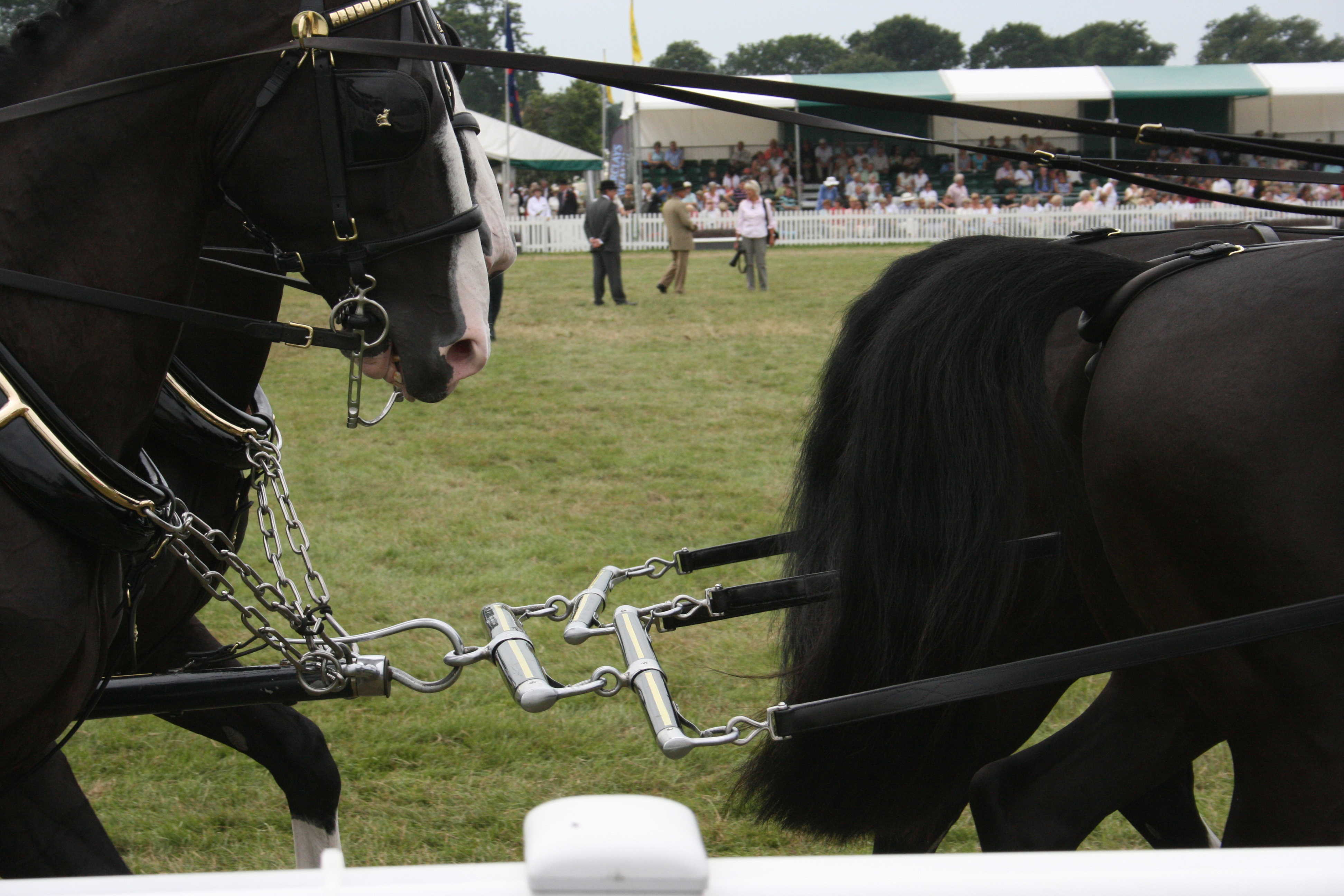
Кріплення стельваги виносних коней до вершини дишля в запрягу цугом
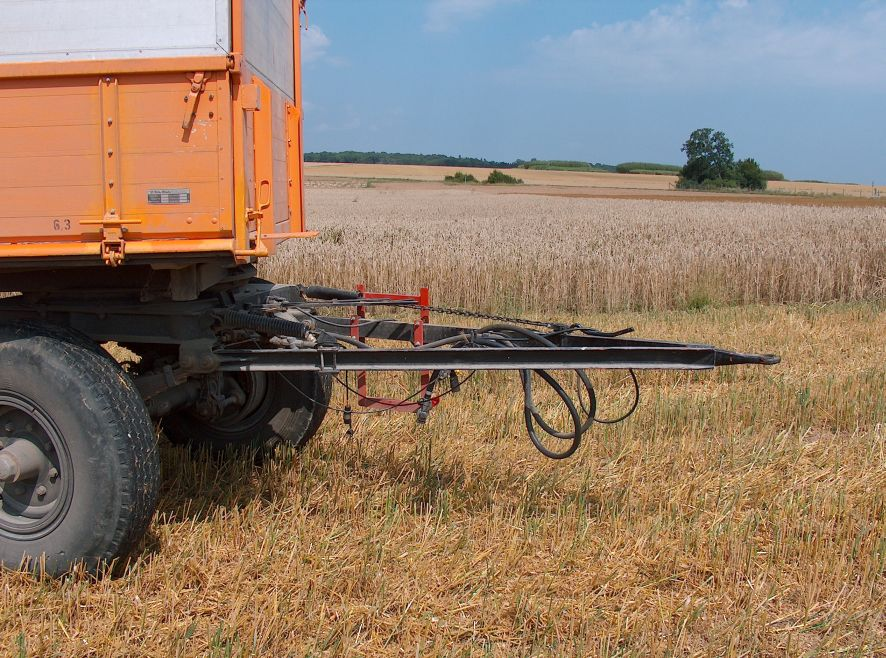
Дишель автопричепа